# Windspiel (Instrument)

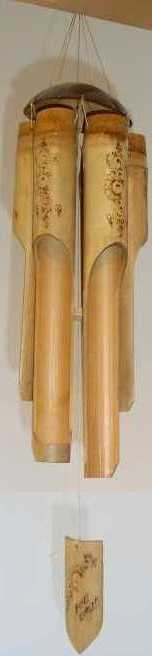
Bambus-Windspiel aus Indonesien, verkürzte Darstellung

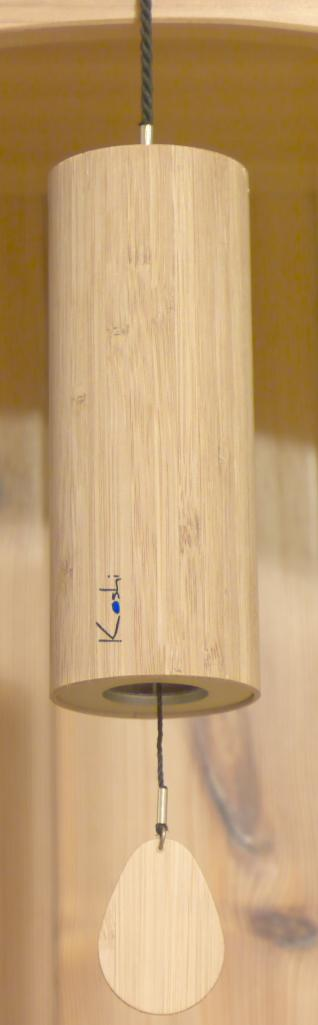
Windglockenspiel mit den acht hörbaren Tönen a'-d"-f"-g"-a"-d"'-f"'-a"'. Der Zylinder aus Bambusfurnier erfüllt nicht nur die Funktion des Gehäuses, sondern ist zugleich der Resonator des Glockenspiels. Die Töne werden durch acht auf dem unteren Metallring an der Innenwand des Resonators stehende Klangstäbe erzeugt, die von innen durch eine harte Scheibe an der Schnur mit dem Holzsegel angeschlagen werden.
Datei:Windglockenspiel.Koshi.ogg

Klingende Windspiele bestehen gewöhnlich aus hohlen oder massiven Metall- oder Holzzylindern (Röhrenglocken), die außerhalb von Gebäuden aufgehängt werden, um vom Wind bewegt („gespielt“) zu werden. Der Wind lässt die Zylinder miteinander kollidieren, um so Töne zu erzeugen. Oft werden auch in der Mitte aufgehängte Kugeln benutzt, um die Zylinder anzuschlagen.
Windspiele gelten in Teilen Asiens als Glücksbringer und werden u. a. im Feng Shui eingesetzt.
Für Windspiele werden Materialien wie Stahl, Aluminium, Bronze, Bambus, Holz, Stein, PVC oder Glas verwendet. Spezielle Kreationen machen auch von Hufeisen, Muscheln oder Werkzeugen Gebrauch. Die dabei erzeugten Töne reichen von annehmbarem Klingeln zu mattem Pochen. Sobald der Wind etwas bewegt und dabei Töne hörbar werden, ist es ein klingendes Windspiel.
Windspiele reagieren unabhängig von der Windrichtung auf Veränderungen der Windstärke. Der Klang hängt vom verarbeiteten Material, ob die Zylinder hohl oder massiv sind und der Wanddicke ab. Die Methode der Aufhängung spielt ebenfalls eine Rolle. Auch wie die Zylinder angeschlagen werden, z. B. mit einem harten oder einem weichen Objekt, hat Einfluss auf den Klang.
Windspiele werden außerdem manchmal in Geschäften nahe der Ladentüre angebracht. Die aufgehende Ladentür bringt dabei das Windspiel in Bewegung und macht die Angestellten darauf aufmerksam, dass ein Kunde den Laden betreten hat.

## Windspiele ohne Klangerzeugung
Ein Windspiel kann sich auch zu rein dekorativen Zwecken im Wind bewegen, um spielerisch Veränderungen der Windrichtung anzuzeigen. Solche Windspiele ohne Klangerzeugung sind etwa bunt gestaltete Windsäckchen, Windräder, Flatterbänder und Wetterhähne. Phantasievoll gestaltete Windräder in den USA heißen Whirligig.